# 伊藤正男 (生理学者)
伊藤 正男（いとう まさお、1928年（昭和3年）12月4日 - 2018年12月18日）は、日本の医学者（生理学・神経科学）。勲等は文化勲章。学位は医学博士（東京大学・1959年）。東京大学名誉教授、日本学士院会員、文化功労者。
熊本大学医学部助手、東京大学医学部教授、東京大学医学部学部長、日本学術会議会長、理化学研究所脳科学総合研究センター所長、財団法人国際科学技術財団会長などを歴任した。

## 概要
愛知県名古屋市出身の生理学者である。神経科学を専攻し、小脳研究の世界的権威として知られる。小脳を構成するプルキンエ細胞には抑制的なはたらきがあることを解明するとともに、長期抑圧の可塑性シナプス機構の存在を見出した。熊本大学、東京大学で教鞭を執ったのち、理化学研究所に転じた。

## 来歴
1959年から1962年にかけてオーストラリア国立大学のジョン・エックルスの研究室で研究を行い、小脳がパーセプトロンであるというデビッド・マーとジェームズ・アルブスの仮説を強力に支持したほか、小脳におけるプルキンエ細胞の阻害的役割を解明し、シナプスの長期抑圧 (LTD)を発見した。
その後は小脳の研究に没頭し、酸化窒素やGキナーゼなどを繋ぐ経路のはたらきを解明するとともに、CRFホルモンのはたらきを解明した。さらに、長期抑圧を起こす経路として、PKCを介するものだけでなく、アラキドン酸やCOX-2などを経由するものが存在することを発見した。また、小脳の機能を単位とする回路モデルを提唱しており、それに基づいて前庭動眼反射の適応の仕組みを明らかにした。

## 略歴
- 旧制愛知一中69回生、旧制八高39回生
- 1953年（昭和28年）- 東京大学医学部を卒業
- その後、熊本大学医学部助手、東京大学医学部助手、同助教授
- 1959年（昭和34年）- 学位論文「The electrical activity of spinal ganglion cells investigated with intracellular microelectrodes（細胞内微小電極よりしらべた脊髓神経節細胞の電気的活動性）」[2]により東京大学から医学博士
- 1970年（昭和45年）- 東京大学医学部教授
- 1986年（昭和61年）- 東京大学医学部長
- 1989年（平成元年）- 東京大学名誉教授、日本学士院会員
- 1992年（平成4年）- 王立協会外国人会員
- 1994年（平成6年）- 日本学術会議会長
- 1995年（平成7年）- 南カリフォルニア大学名誉博士
- 1997年（平成9年）- 理化学研究所脳科学総合研究センター所長
- 2004年（平成16年）- 国際科学技術財団会長
- 2007年（平成19年）- 米国科学アカデミー外国人会員

## 学術賞
- 1981年（昭和56年）- 藤原賞
- 1986年（昭和61年）- 日本学士院賞・恩賜賞
- 1993年（平成5年）- Ipsen Foundation Award
- 1993年（平成5年）- Robert Dow Neuroscience Award
- 1996年（平成8年）- 日本国際賞[3]
- 2006年（平成18年）- グルーバー賞神経科学部門

## 栄典
- 1994年（平成6年）- 文化功労者
- 1996年（平成8年）- 文化勲章
- 1997年（平成9年） - 武蔵野市名誉市民[4]
- 1998年（平成10年） - レジオン・ドヌール勲章シュヴァリエ

## 著書・共著
- 『ニューロンの生理学』　岩波書店（現代科学選書）1972年
- 『脳の設計図』　中央公論社（自然選書）、1980年
- 『脳と行動』　旺文社（テレビ大学講座）、1983年、のち放送大学
- 『脳のメカニズム  頭はどうはたらくか』　岩波ジュニア新書、1986年
- 『脳と心を考える』　紀伊国屋書店（科学選書）、1993年
- 『脳の不思議』　岩波科学ライブラリー、1998年
- 『脳の中身が見えてきた』　甘利俊一・利根川進 共著、岩波科学ライブラリー、2004年

### 編・共編
- 『脳の統御機能』全6巻　 木村裕・小幡邦彦ほか共編、医歯薬出版、1978–80年
- 『脳と認識』　平凡社選書、1982年
- 『脳と運動』　平凡社選書、1983年
- 『脳科学の展開』　塚原仲晃 共編、平凡社、1985年
- 『脳と意識』　平凡社選書、1985年
- 『小脳の神経学』　共編、医学書院、1986年
- 『新生理科学大系』全22巻　 星猛 共編、医学書院、1986–91年
- 『脳科学の新しい展開  機能地図と記憶のメカニズム』　酒田英夫 共編、岩波書店、1986年
- 『最新脳の科学』　桑原武夫 共編、同文書院、1988年
- 『認識し行動する脳  脳科学と認知科学』　佐伯胖 共編、東京大学出版会、1988年
- 『脳と思考』　紀伊国屋書店（叢書・脳を考える）、1991年
- 『脳のはたらき  回路網・遺伝子・機能分子をめぐって』　講談社、1992年
- 『岩波講座認知科学 6  情動』　梅本守・山鳥重・徃住彰文・池田謙一・小野武年 共編、岩波書店、1994年
- 『続・脳のはたらき』　講談社、1994年
- 『精神活動の流れを遡る  機能・構造・物質』　早石修 共編、メディカル・ジャーナル社、1995年
- 『医学書院医学大辞典』　井村裕夫・高久史麿 共総編集、医学書院、2003年
- 『ブレインサイエンス・レビュー  2008–12』　川合述史 共編、クバプロ、2008–12年

### 翻訳
- 『脳の進化』　ジョン・C・エックルス 著、東京大学出版会、1990年